# Francis Robert Henry Mollan
Francis Robert Henry Mollan, britanski general, * 20. junij 1893, † 1982.